# بيت السوق

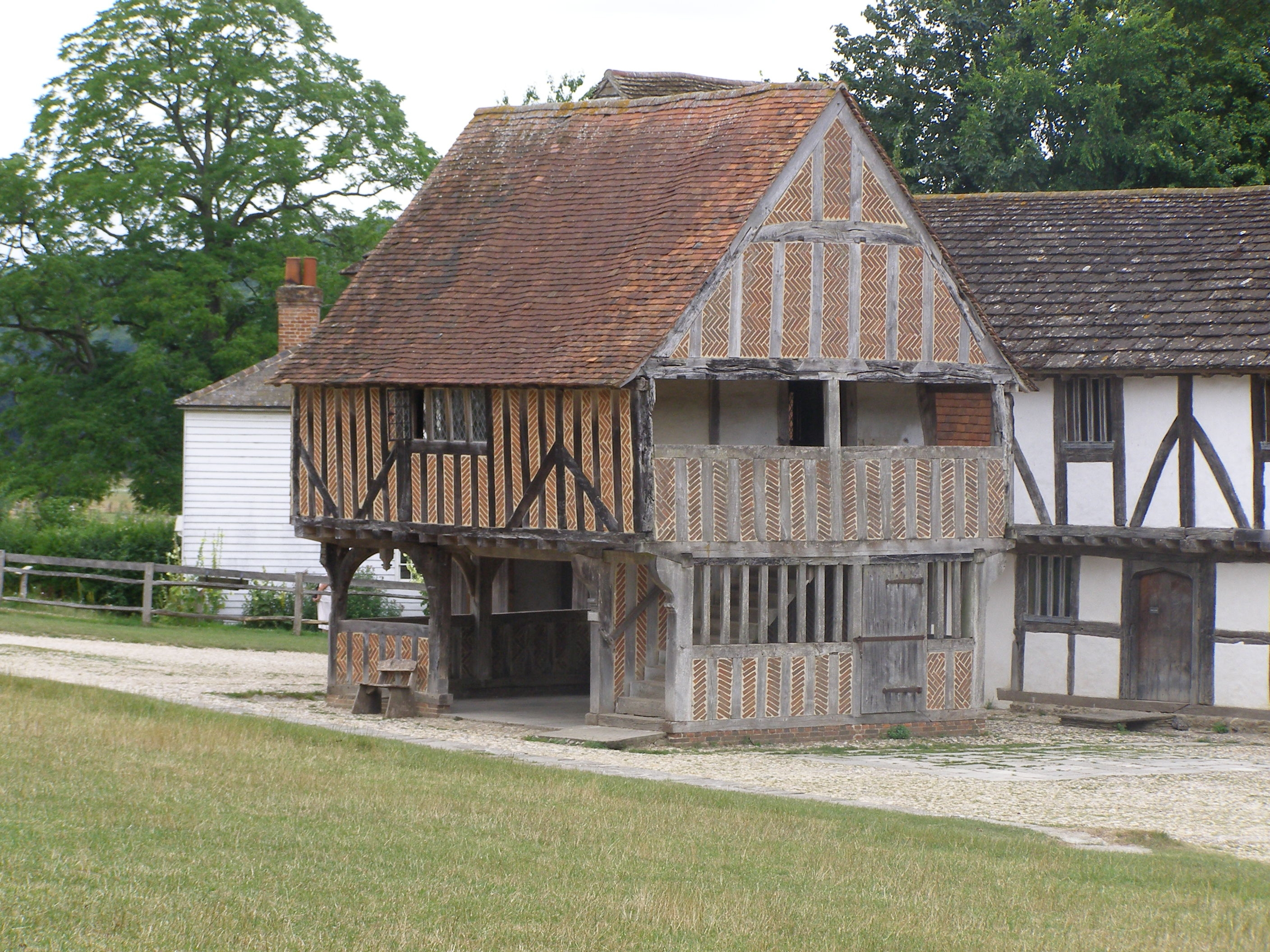
قاعة السوق في عشرينيات القرن السادس عشر

بيت السوق هو مساحة مغطاة تُستخدم تاريخيًا كسوق لتبادل السلع والخدمات مثل المؤن أو الماشية، تدمج أحيانًا مع مساحات للوظائف العامة أو المدنية في الطوابق العليا وغالبًا مع سجن أو سجن في القبو أو الطابق السفلي.

## نبذة
عادة ما تضمنت بيوت السوق رواقًا لحماية التجار وبضائعهم من العناصر مع الحفاظ على الوصول الخاص إلى معظم المبنى. بعد تطور هذا النمط من بناء السوق في مدن السوق البريطانية، انتشر إلى المناطق الاستعمارية لبريطانيا العظمى، بما في ذلك أيرلندا ونيو إنجلاند في أمريكا. يقع منزل السوق عادةً في ساحة السوق أو الرصيف في منطقة مركزية يمكن الوصول إليها لسهولة نقل البضائع والأشخاص. غالبًا ما تشبه قاعات السوق الأكثر حداثة قاعات الطعام.

## أنظر أيضا
- المتجر
- سوق المدينة